# Taracythere ulcus
Taracythere ulcus är en kräftdjursart som beskrevs av Jellinek och Swanson 2003. Taracythere ulcus ingår i släktet Taracythere och familjen Trachyleberididae. Inga underarter finns listade i Catalogue of Life.